# Rovato
Rovato est une commune italienne de la province de Brescia, dans la région Lombardie.

## Personnalités liées à la commune
- Leonardo Cozzando (1620-1702), écrivain.
- Alex Caffi (1964-), pilote de Formule 1.

## Administration
| Période                                  | Période | Identité | Étiquette | Qualité |
| ---------------------------------------- | ------- | -------- | --------- | ------- |
|                                          |         |          |           |         |
| Les données manquantes sont à compléter. |         |          |           |         |

### Communes limitrophes
Berlingo, Castrezzato, Cazzago San Martino, Coccaglio, Erbusco, Travagliato, Trenzano